# Spritmonitor
Spritmonitor est un site allemand trilingue (allemand, anglais et français) qui recense les consommations réelles des véhicules dans des conditions normales d’utilisation et les porte à la connaissance du public, qu’il s’agisse de véhicules thermiques ou électriques. Les informations sont fournies par les utilisateurs eux-mêmes (production participative, ou crowdsourcing).

## Histoire
Le site a été créé à l’initiative de Thomas Fischl et Dominik Fisch, lors de leurs années d’étude à l’université de Passau initialement, le projet s’appelait ‘’Tableaux de consommation’’ en allemand, et après une phase de test, le nom fut changé en  Spritmonitor (Sprit signifiant carburant en allemand). Le site Internet  est géré par la société Fisch und Fischl GmbH, fondée en 2008.

## Fonctions
Spritmonitor offre deux fonctions principales :
On peut renseigner la consommation de carburant, et les coûts liés au véhicule (on peut aussi effectuer des évaluations, telles que la consommation en fonction de la saison),. L’accès mobile à  Spritmonitor est également possible.
De plus, on peut consulter les données entrées par les autres utilisateurs. Les futurs acquéreurs peuvent de la sorte se renseigner sur les consommations réelles du véhicule avant l’achat ; en effet, les écarts entre la réalité et les chiffres annoncés sont significatifs,,.

## Utilisation des données de consommation dans des études scientifiques et tests
La quantité et la qualité des données présentes dans la banque de données de Spritmonitor est telle qu’elle est maintenant utilisée à des fins scientifiques par ICCT dans son étude annuelle “From Laboratory To Road”,, tout comme la Fédération européenne pour le transport et l'environnement pour son étude “Mind The Gap”,. L’association allemande  Deutsche Umwelthilfe se réfère également à Spritmonitor.
En sus des études scientifiques, la banque de données de Spritmonitor est utilisée pour les tests de véhicules menés par différents médias,,,

## Chiffres
Dans Spritmonitor, on trouve des données sur plus de 1 000 000 véhicules entrés par 800 000 utilisateurs. En tout, le site comprend des données sur plus de 50 millions de passages à la pompe, correspondant à 25 milliards de kilomètres parcourus.
Ce site s'avère utile, car en conditions réelles d'utilisation, les véhicules consomment davantage qu'annoncé,,.